# Matthiola spathulata
Matthiola spathulata är en korsblommig växtart som beskrevs av Pasquale Conti. Matthiola spathulata ingår i släktet lövkojor, och familjen korsblommiga växter. Inga underarter finns listade i Catalogue of Life.